# Comanthosphace formosana
Comanthosphace formosana là một loài thực vật có hoa trong họ Hoa môi. Loài này được Ohwi mô tả khoa học đầu tiên năm 1935.